# Жари (река)
Жари́ (порт. Jari) — река, протекающая по северо-восточной части Бразилии. Левый приток Амазонки, впадающий в неё в низовье. На части течения служит административной границей между штатами Амапа на востоке и Пара на западе. Длина около 1000 км.
Берёт начало на Гвианском плоскогорье на склонах Тумук-Умакских гор. Течёт в южном направлении, порожиста. Питание дождевое. Период полноводности — июнь-август, с ноября по март маловодна.